# 1608 w polityce

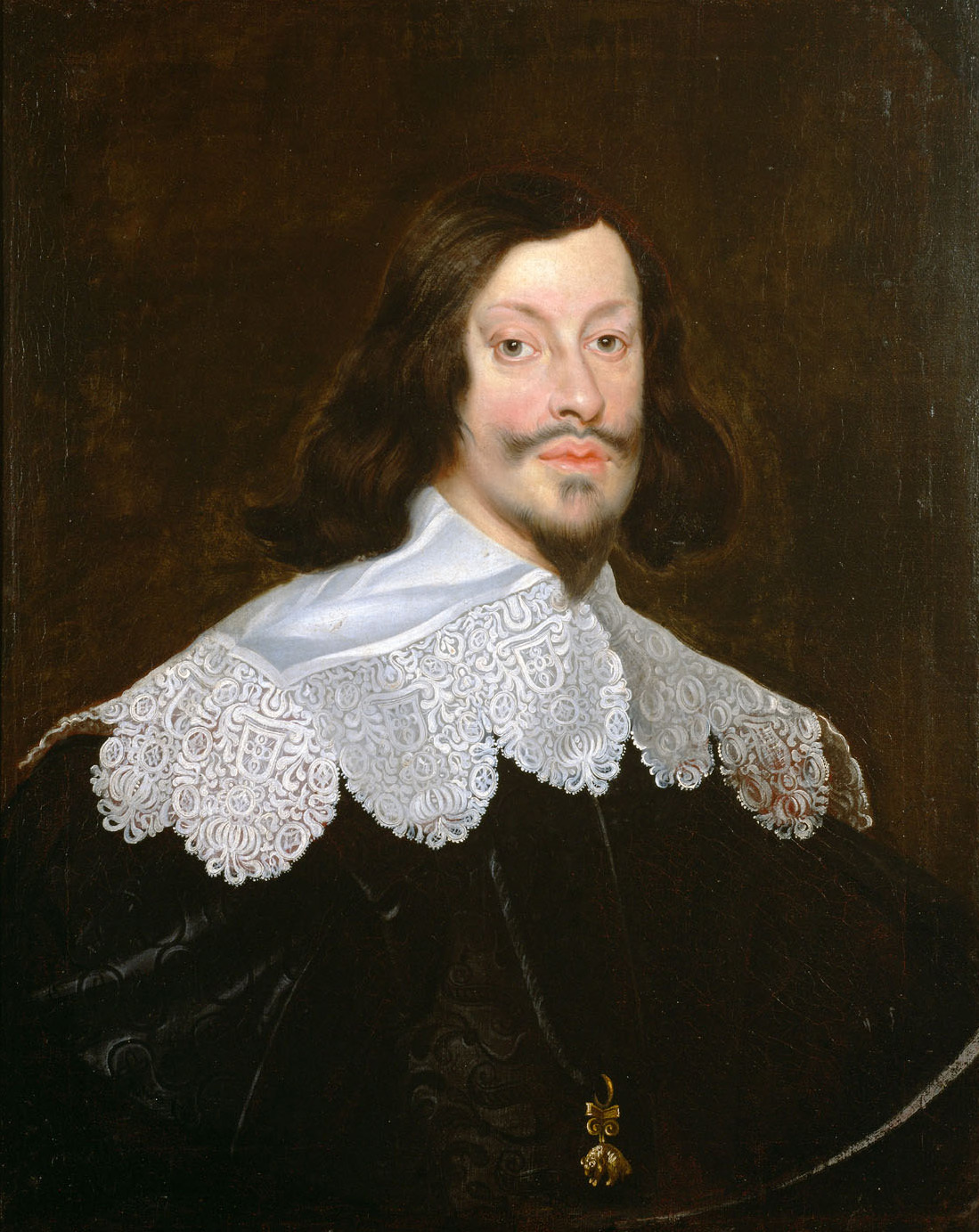
Ferdynand III Habsburg

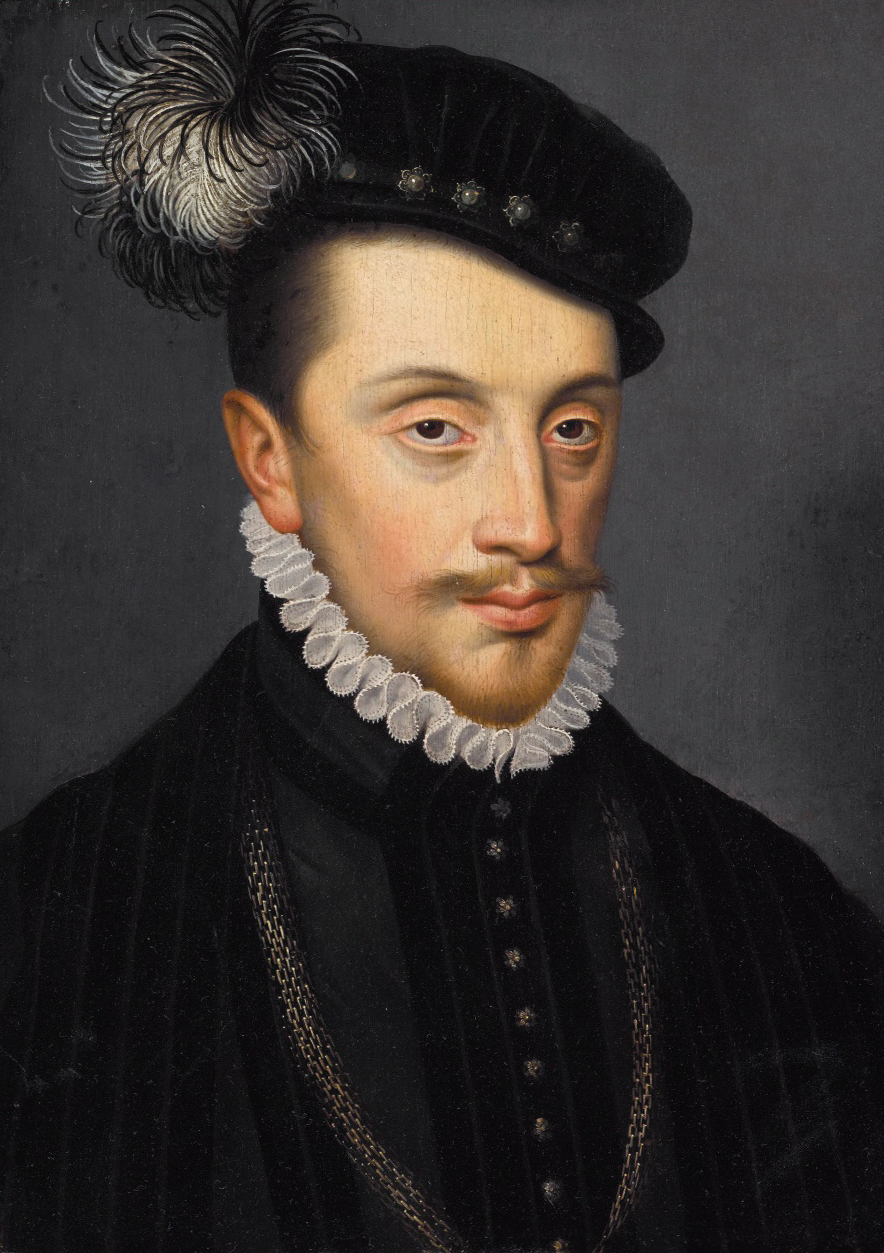
Karol III Wielki, książę Lotaryngii

Wydarzenia polityczne w 1608 roku.

## Urodzili się
- 26 stycznia Johannes Heinrich Ursinus, protestancki teolog[1].
- 13 lipca Ferdynand III Habsburg, cesarz rzymski (zm. 1657)[2].

## Zmarli
- Karol III Wielki, książę Lotaryngii[3].